# Rasphuis (algemeen)

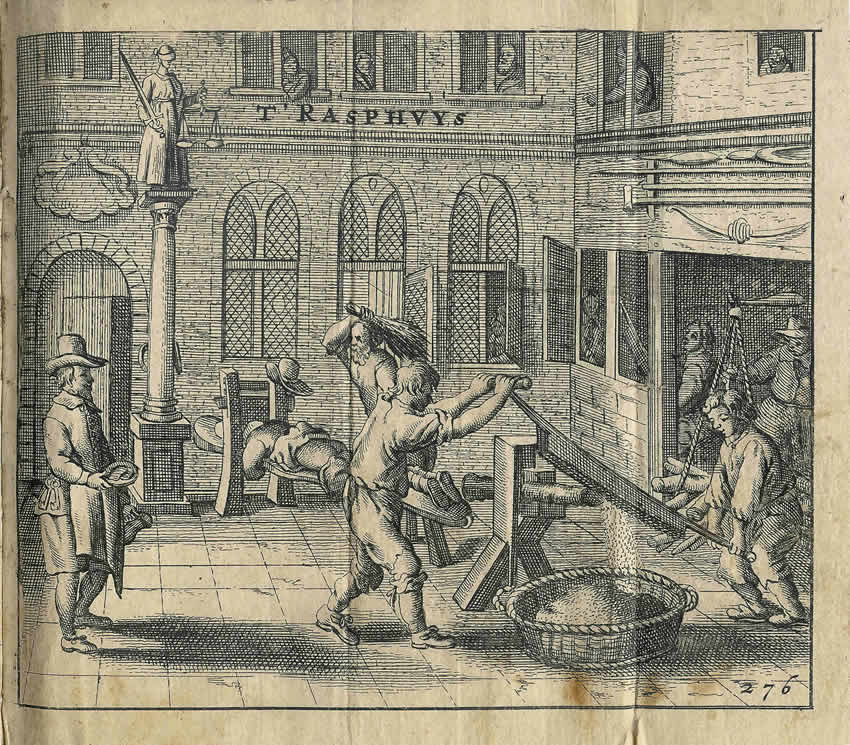
Het Rasphuis in Amsterdam in 1662. Gravure uit Beschrijvinge der wijdt-vermaarde Koop-stadt Amstelredam van Melchior Fokkens.

Een rasphuis was een tuchthuis waar veroordeelde (mannelijke) misdadigers verfhout (onder meer brazielhout) moesten raspen ten behoeve van de verfindustrie.
De rasphuizen (en soortgelijke tuchthuizen) waren een eerste poging om misdadigers niet alleen te straffen, maar ook door werk en opleiding te rehabiliteren. In 1596 werd het Amsterdamse Rasphuis gesticht (alsmede een spinhuis voor vrouwelijke veroordeelden, een jaar later). Naar voorbeeld daarvan werden ook in andere steden in Nederland en daarbuiten soortgelijke instellingen opgericht.
Daaronder was ook het Rasphuis in Gent, opgericht in 1770 en het eerste tuchthuis in de Zuidelijke Nederlanden, dat vooral was bedoeld om landlopers en bedelaars een vak te leren zodat ze in hun eigen onderhoud zouden kunnen voorzien.

## Bekende rasphuizen
- Rasphuis (Amsterdam) (1596-1815)
- Rasphuis (Gent) (1773-1935)